# Alperstedter Ried
Das Naturschutzgebiet Alperstedter Ried liegt im Landkreis Sömmerda in Thüringen. Es erstreckt sich nördlich des Kernortes Alperstedt. Westlich des Gebietes verläuft die Landesstraße L 2142, nördlich fließt die Unstrut.

## Bedeutung
Das 101,6 ha große Gebiet mit der NSG-Nr. 046 wurde im Jahr 1967 unter Naturschutz gestellt. 